# Hanušovická vrchovina
Hanušovická vrchovina (německy Hannsdorfer Bergland; dříve spolu s Mohelnickou brázdou a Zábřežskou vrchovinou Jižní podhoří Hrubého Jeseníku) je geomorfologický celek v Jesenické oblasti. Nachází se při západním úpatí Hrubého Jeseníku, převážně v Olomouckém kraji, menší částí v Pardubickém kraji. Jméno dostala podle města Hanušovice. Její rozloha je 793 km², střední nadmořská výška 527,2 m a střední sklon 8°03´. Nejvyšším bodem vrchoviny je Jeřáb (1003 m n. m.). Pohořím prochází rozvodí mezi Severním a Černým mořem.

## Geografie
Od severu je Hanušovická vrchovina oddělena údolím řeky Moravy od pohoří Králický Sněžník. Východně se zvedá Hrubý Jeseník. Na západě Králická brázda vytváří přirozenou hranici od Orlických hor. Na jihozápadě je připojena Zábřežská vrchovina. Na jihovýchodě Šumperská kotlina odděluje vrchovinu od Mohelnické brázdy. Rozloha pohoří je 793 km² a střední výška 527,2 m. Územím Hanušovické vrchoviny prochází hlavní evropské rozvodí mezi Severním a Černým mořem. Pramení tu řeky Tichá Orlice a Oskava. Hlavní řeky jsou Morava a Desná.

## Geologická stavba
Vrchovina je složena hlavně z krystalických břidlic a zvrásněných prvohorních usazenin, ve sníženinách neogenní a kvartérní sedimenty.

## Geomorfologie

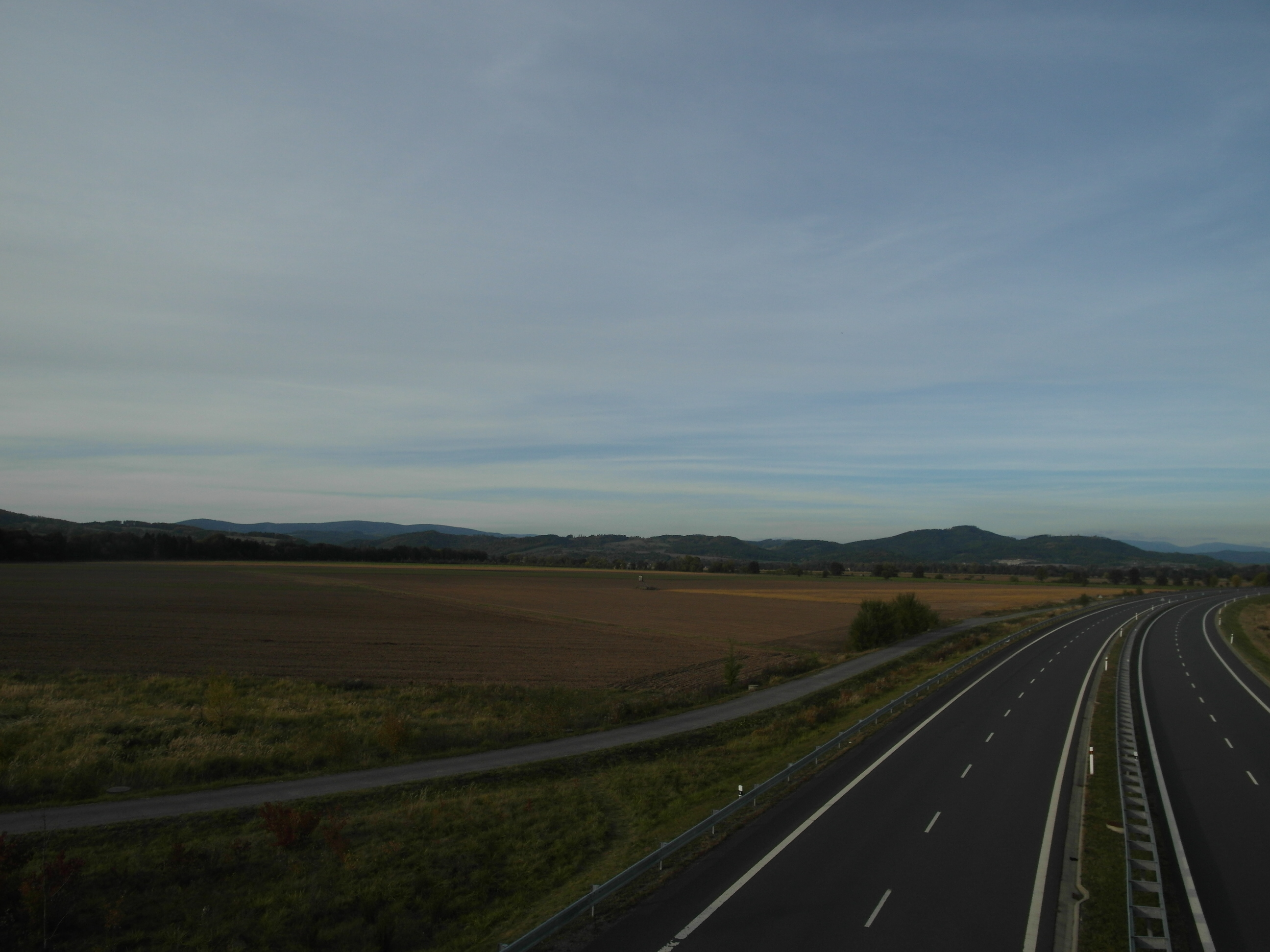
Hanušovická vrchovina focená z Mohelnické brázdy

Reliéf je hluboko rozčleněn zaříznutými údolími vodních toků. Pohořím prochází hlavní evropské rozvodí mezi Severním a Černým mořem. Na vrcholech a na hřbetech jsou časté skalní útvary. Převážně to jsou izolované skály, skalní hradby, mrazové sruby. Nejvyšším bodem je Jeřáb (1003 m n. m.) nacházející se v Jeřábské vrchovině, známá je 765 metrů vysoká Hora Matky Boží u Králík. Další kopce jsou např.:
- Bouda (956 m)
- Rabštejn (804 m)
- Křížová hora (735 m)
- Háj (632 m)
- Bradlo (600 m)

Seznam dalších nejvyšších a nejprominentnějších hor a kopců obsahuje Seznam vrcholů v Hanušovické vrchovině.

## Osídlení
Na Hoře Matky Boží u Králík se také nachází obec Hedeč a Dolní Hedeč se stejnojmenným klášterem, jedná se o významné poutní místo v Královéhradecké diecézi.